# Kostel svatého Mikuláše (Malenovice)
Kostel svatého Mikuláše v Malenovicích u Zlína je římskokatolický farní kostel pocházející z roku 1845. Stojí na místě bývalého gotického kostela, který je doložen roku 1386. Kostel je chráněn jako kulturní památka.
Z původního kostela se dochovaly některé oltářní obrazy a také nejstarší památka – náhrobní kámen Tetoura z Tetova, pána z Malenovic a Pohořelic. Je datován rokem 1560. Nápis na něm je dodnes dobře čitelný.
Stavbu kostela v dnešní podobě financoval tehdejší majitel panství Leopold ze Šternberka, jehož erb se v kostele nachází. Stropní malby z roku 1893 pocházejí od akademického malíře Schmidta. Oltáře byly zhotoveny v roce 1902 olomouckým řezbářem Františkem Cellerem, který je autorem mnoha církevních artefaktů zejména na Moravě.  Kostel má jednu loď, presbytář, sakristii, věž s hodinami a čtyřmi zvony a také kůr s varhanami.

## Popis
Ve vstupních prostorách se nachází na levé stěně velký dřevěný kříž, na pravé straně je pak vitrína s nástěnkami ze života farnosti. Vstup je od hlavní lodi oddělen dvoukřídlými skleněnými dveřmi s kovovým žebrováním.
Presbytář - V presbytáři se nachází svatostánek a oltář. Na něm je oltářní obraz sv. Mikuláše, patrona kostela. Po levé a pravé straně stojí sochy slovanských věrozvěstů Cyrila a Metoděje. Po stranách oltáře jsou vyobrazeni dva čeští světci – Jan Nepomucký a Jan Sarkander. Na klenbě presbytáře je obraz zachycující narození Ježíše. Presbytář je na klenbě od zbytku kostela oddělen obloukem s obrazy svatých (zleva: sv. Anežka, svatá Ludmila, svatý Petr, svatý Pavel, svatý Václav a sv. Jan Sarkander) a erbem rodu Šternberků, kteří byli pány na malenovickém panství v letech 1804–1945.
Kazatelna - Na kazatelně jsou obrazy čtyř evangelistů. Nad kazatelnou je holubice, symbol Ducha svatého, v podobě kovové plastiky na dřevěném podkladě. Vedle kazatelny je obraz Božího milosrdenství, jenž byl namalován podle vidění Faustyny Kowalské.
Levý boční oltář je zasvěcen sv. Janu Nepomuckému, doplňují jej sošky sv. Františka, sv. Anny a Nejsvětějšího srdce Ježíšova. O Velikonocích pod ním bývá umístěn Boží hrob.
Pravý boční oltář je zasvěcen Panně Marii Svatohostýnské. Marie má v náručí Dítě Ježíše, pod nimi jsou zobrazeni Tataři prchající z boje. Oltář je doplněn opět soškami sv. Aloise, sv. Josefa a sv. Antonína.
Na této straně chrámové lodi stojí sedes, sedadlo určené pro kněze. Vedle něj stojí velký kříž s ukřižovaným Ježíšem. Před ním stojí dřevěná křtitelnice.
Kostelní lavice ve druhé polovině chrámové lodi pocházejí z poloviny 19. století a jsou zdobeny symbolem šternberské hvězdy. Pod kůrem se nacházejí tři zpovědnice. Dvě starší z poloviny 19. století se dnes již nepoužívají. Pod kůrem je také socha Panny Marie, která drží Ježíše sňatého z kříže. Dříve byla tato Pieta součástí pravého bočního oltáře. Na klenbě jsou obrazy zachycující sv. Cyrila a Metoděje a nad kůrem pak svatou Cecilii.
Skříň varhan pochází z roku 1880. Varhany jsou dílem Josefa Haukeho z Uherského Hradiště. Původní nástroj pochází z roku 1859 z dílny Josefa Predigera a v roce 1980–1981 byl nahrazen varhanami z jezuitského kostela v Litoměřicích. Varhany jsou dvoumanuálové, poháněné elektrickým motorem s možností nahrazení mechanickým šlapáním. 
Zvony - Ve věži kostela jsou pověšeny čtyři zvony, které odbíjejí každé čtvrt hodiny, vícerým zvoněním pak oznamují poledne a půl hodiny před mší svatou.
Hodiny - Na věži kostela jsou čtvery hodiny, každé z jedné světové strany. Mají bílé ručičky a černý ciferník, proto jsou relativně dobře viditelné i z okolí.
Chrám není vytápěn. Toalety jsou zde umístěny v objektu před kostelem, otevřeny vždy v době konání mše svaté. Osvětlení kostela je zajišťováno skleněnými elektrickými lustry. Osvětlení okolí kostela je zajištěno několika lampami veřejného osvětlení.

## Filiální kostely
K farnosti (a farnímu kostelu sv. Mikuláše) přísluší filiální kostely svaté Anny na Lhotě a svatého Jakuba Většího v Tečovicích. 
Pravidelné mše svaté se konají v pondělí, středu a pátek v 18 hodin, v neděli pak v 7:30 a v 9 hodin. Zádušní mše se konají obvykle v sobotu v 15 hodin.

## Okolí kostela
Před kostelem je kříž z roku 1929, který sponzorovali místní farníci, manželé Čeleďovi. Údaj o sponzorech je uveden ze zadní strany podstavce.
Z jižní strany je u kostela umístěn kříž na památku obětí 1. světové války s portréty padlých občanů Malenovic, Lhotky a Chlumu a Tečovic, filiálních ovcí malenovické farnosti. Ze zadní strany nese nápis „Na věčnou paměť obětem světové války postaven 1929“. Bohužel původní keramické podobenky padlých většinou padly za oběť vandalům. U kříže, u zdi farní zahrady, se nachází lavička.
Ze severní strany je umístěn velký dřevěný kříž s nápisem MISIE 2007. Místní občané zde pravidelně mění čerstvé květiny.
Kostel je přístupný ze severní strany z Jarolímkova náměstí bezbariérově chodníčkem kolem pamětního kříže.
Z východní strany vedou dvoje schody z Potěhníkovy ulice.
Ze západní strany vede strmější cesta dlážděná kostkami z ulice Jaroslava Staši.
Kostel má bezbariérový přístup do vstupních prostor, hlavní loď je vyvýšena o dva schody. Není zde nájezdová rampa. Do hlavní lodi se lze bezbariérově dostat jižním bočním vchodem od Jarolímkova náměstí.
Přístup ke kostelu bývá v zimních měsících udržován a prohrnován, proto není problém se dostat například na půlnoční mši (koná se na Štědrý den ve 22 hodin).